# 기체 (항공)

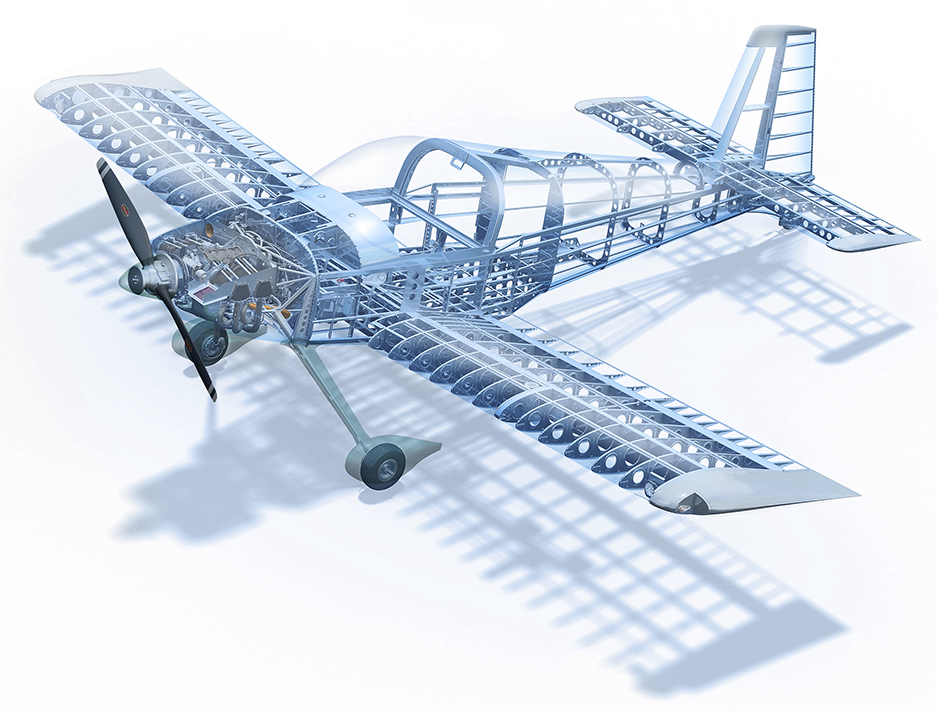
RV-14 기체의 단면

항공기의 기계적 구조는 기체(機體) 또는 에어프레임(airframe)으로 부른다. 이 구조는 일반적으로 동체, 착륙 장치, 꼬리 날개, 날개를 포함하며 추진체는 제외한다.
기체 설계는 무게, 강도, 항력, 신뢰성, 비용에 초점을 둔 공기역학, 재료과학, 제조업 방식들을 한데 합친 항공우주공학 분야이다.

## 역사
현대의 기체의 역사는 라이트 형제가 만든 1903년 목재 복엽기가 고정익기의 잠재성을 보여주었을 때 미국에서 처음 시작하였다.

## 같이 보기
- 수직 꼬리 날개